# Brain Imaging Data Structure
La estructura para datos de imagen cerebral (en inglés Brain Imaging Data Structure, BIDS) es un estándar para organizar, anotar, y describir los datos recogidos mediante pruebas de neuroimagen. Está basado en una estructura definida de archivos y carpetas, junto con documentación de los metadatos correspondientes en ficheros JSON con vocabulario controlado.
Este estándar ha sido adoptado por una multitud de laboratorios de todo el mundo, así como bases de datos, y está siendo cada vez más utilizado en los estudios científicos.
Originalmente se desarrollaron especificaciones para resonancia magnética IRM, y pronto el estándar BIDS ha sido extendido a muchas otras modalidades de neuroimagen, como magnetoencefalografía (MEG), electroencefalografía (EEG) y EEG intracraneal.